# 柯倫特里弗鎮區 (阿肯色州蘭道夫縣)
柯倫特里弗鎮區（英語：Current River Township）是位於美國阿肯色州蘭道夫縣的一個行政鎮區。

## 地方資料
柯倫特里弗鎮區的面積為76.61平方千米，當中陸地面積為74.96平方千米，而水域面積為1.65平方千米。根據2010年美國人口普查的數據，當地共有人口469人，而人口密度為每平方千米6.12人。